# Anales islandeses
Los anales islandeses son un grupo de escritos medievales consideradas las más importantes fuentes de información contemporánea entre los siglos XIII y XIV de Islandia, la mayoría escritos en monasterios. A diferencia de otros géneros literarios islandeses, suelen contener largas entradas en latín y los autores suelen referirse a menudo a otros textos como Historia Scholastica de Pedro Coméstor y Speculum historiale de Vincent de Beauvais.
No obstante, no se consideran fuentes fiables, precisamente por la naturaleza dudosa de los anales como una fuente primaria debido al proceso de la composición, si fueron escritas como notas contemporáneas con los acontecimientos que describen, podrían haber sido complementados con tradiciones orales como sucede con otros escritos. Todos los más antiguos anales conocidos se basan en documentos desaparecidos aún más antiguos, aunque las últimas entradas son independientes y añadidas año tras año. En algunos medios se ha afirmado que los anales islandeses se basaron en textos históricos, pero es difícil de probar. El parecer entre algunos estudiosos es que es más natural suponer que los historiadores medievales basaron sus obras en los anales.
La importancia de los anales islandeses se centra en que fueron las fuentes escritas más utilizadas para las actividades comerciales de la isla entre los siglos XIII y XIV, junto a algunos documentos dispersos legales y comerciales existentes, y las sagas nórdicas en general. Por otro lado, los anales islandeses medievales son colectivamente una de las fuentes más importantes de información sobre el clima en Islandia desde finales del siglo XII hasta 1430.
Dos anales en concreto, Lögmannsannál y Gottskálksannáll aportaron mucha información sobre la muerte negra en Bergen, Noruega.
Los anales islandeses se dividen en tres grupos:
Anales antiguos, escritos a finales del siglo XIII y principios del XIV
- Resensannáll (Annales Reseniani)
- Forni annáll (Annales Vetustissimi)
- Høyersannáll
- Konungsannáll (Annales Regii)

Los anales escritos a finales del siglo XIV
- Skálholtannáll
- Lögmannsannáll (Lǫgmannsannáll y su continuación Nýi annáll)
- Flateyjarannáll

Los anales escritos hacia el siglo XVI
- Gottskálksannáll
- Oddaverjaannáll